# Notoedres cati
Notoedres cati är en spindeldjursart som först beskrevs av Erich Martin Hering 1838.  Notoedres cati ingår i släktet Notoedres och familjen Sarcoptidae. Inga underarter finns listade i Catalogue of Life.